# 成功路 (高雄市)

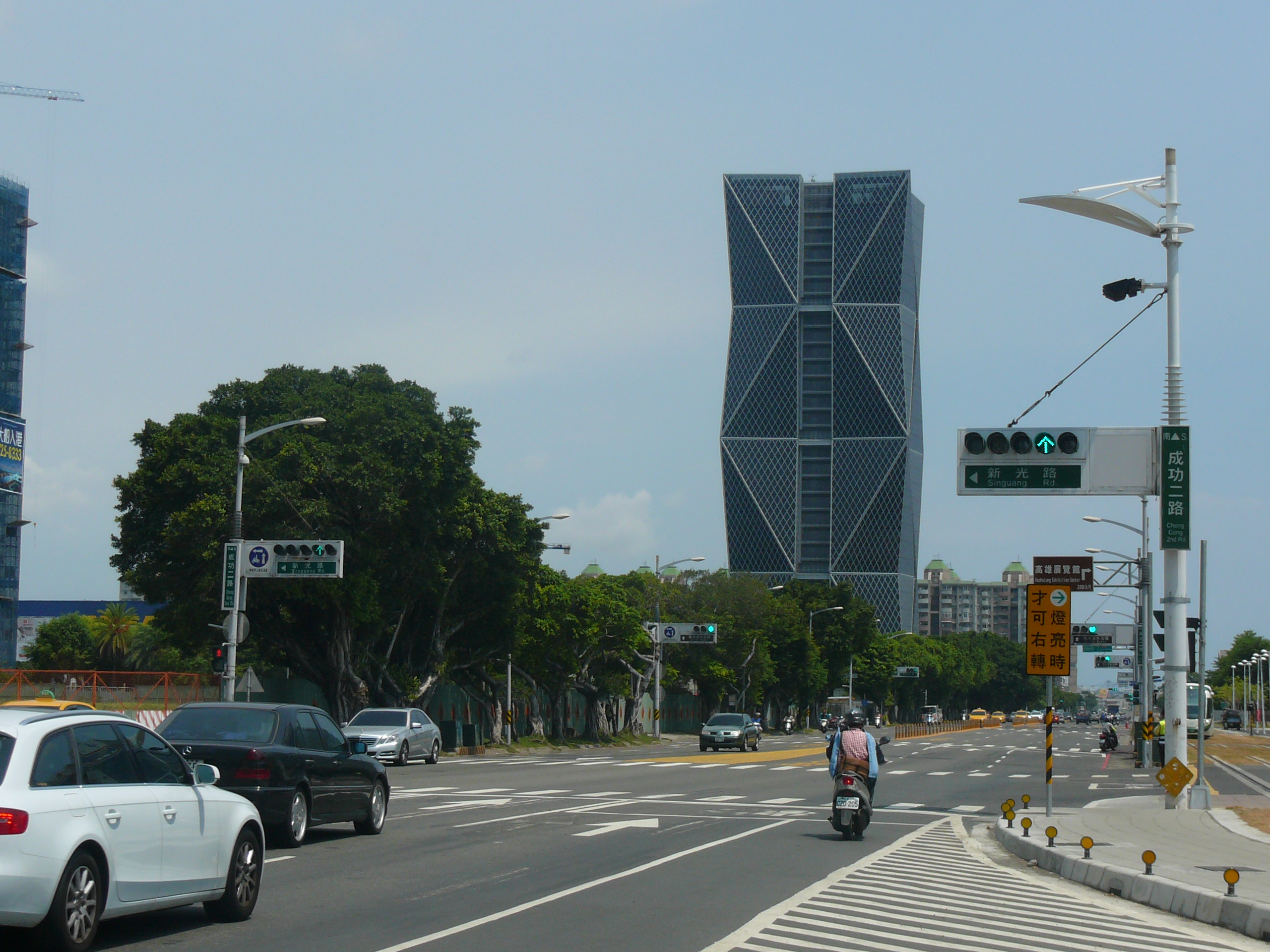
成功二路

成功路（Cheng-gong Rd.）為連結高雄市前金區、苓雅區、前鎮區的南北向重要道路，北起河南二路口接中庸橋往中庸街，南至凱旋四路和擴建路口。成功路是往來高雄市區以及前鎮科技產業園區、前鎮漁港、高雄港區的主要道路，知名的漢神百貨也在成功路上。

## 行經行政區域
（由北至南）
- 前金區
- 苓雅區
- 前鎮區

## 分段
成功路共分為二個部份：
- 成功一路；北起河南二路口接中庸橋往中庸街、美都路及美術東二路，南於三多四路和海邊路口接成功二路。
- 成功二路：北於三多四路、海邊路口接成功一路，南止於凱旋四路和擴建路口。

## 沿線設施
（由北至南）
- 成功一路
  - 幸福川中庸橋
  - 高雄市立前金國民中學(門牌設於六合二路278號)
  - 聯合報系高雄分社(432號6樓)
  - 法務部調查局高雄市調查處(428號)
  - 高雄市前金區前金國民小學(門牌設於大同二路61號)
  - 前金萬興宮(325號)
  - 台灣中油成功一路站(384號)
  - 高雄市立高雄女子高級中學(門牌設於五福三路122號)
  - 漢神百貨(266-1號)
  - 阮綜合醫院(162號)
  - 苓雅郵局(134號)
  - 邱外科醫院(137號)
  - 高雄市苓雅區成功國民小學(門牌設於華新街59號)

- 成功二路
  - 台灣中油股份有限公司高雄營業處(15號)
  - 鴻海研發總部大樓(25號)
  - 海洋委員會(25號4樓)
  - 高雄展覽館(39號)
  - 新光公有停車場
  - 海洋之星（新光碼頭）
  - 高雄展覽館站（高雄捷運環狀輕軌）
  - 高雄軟體科技園區
  - 軟體園區站（高雄捷運環狀輕軌）
  - 正勤國宅
  - 經貿園區站（高雄捷運環狀輕軌）
  - 五號船渠成功橋
  - 中鋼集團總部大樓(88號)
    - 美國在台協會高雄分處(5樓)

  - 台灣電力公司南部發電廠(5號)
  - 台糖高雄成功物流中心(4號)
  - 台糖加油站成功站(2-2號)
  - 統一夢時代購物中心(門牌設於中華五路789號)
  - 夢時代站（高雄捷運環狀輕軌）

## 公車資訊
- 漢程客運
  - 76 金獅湖站－歷史博物館
  - 77 昌福幹線 金獅湖站－歷史博物館
  - 168東 金獅湖站－金獅湖站
  - 168西 金獅湖站－金獅湖站
  - 168東區間 金獅湖站－金獅湖站
  - 168西區間 金獅湖站－金獅湖站
- 港都客運
  - 36 前鎮站－高雄火車站
  - 70 三多幹線 前鎮站－長庚醫院
  - 205 中華幹線 加昌站－高雄火車站－輕軌夢時代站（統一時代百貨）
  - 214 小港站－歷史博物館
- 統聯客運（市區公車）
  - 25 瑞豐站－歷史博物館
  - 83 中崙社區－高雄火車站
  - 100 百貨幹線 瑞豐站－博愛路口（漢神巨蛋）

## 公共自行車
- 高雄市公共自行車租賃系統：
  - 七賢成功路口東北側：七賢二路316號
  - 行政院南部聯合服務中心(舊址)：成功一路436號北側
  - 前金國小(成功路)：成功一路383號東側
  - 成功光復二街口：成功一路/光復二街
  - 五福成功一路口：五福三路/成功一路口(西北側)
  - 新光成功路口：新光路142號(對面綠園道)
  - 輕軌軟體園區站：復興四路21號(旁)
  - 台鋁廣場(成功二路)：成功二路/忠勤路(東南角)
  - 夢時代購物中心：成功二路/時代大道(東北角)

## 內部連結
- 高雄市主要道路列表